# Алексі Пентюро
Алексі́ Пентюро́ (фр. Alexis Pinturault; нар. 20 березня 1991, Мутьє, Савоя, Франція) — французький гірськолижник, олімпійський медаліст,триразовий чемпіон світу. Дворазовий чемпіон світу серед юніорів, багаторазовий переможець етапів Кубку світу (рекордсмен за перемогами серед усіх французьких гірськолижників чоловіків). Універсал, але найбільш успішно виступає в гігантському слаломі та гірськолижній комбінації.
Першу бронзову олімпійську медаль Пентюро здобув на зимових Олімпійських ігор 2014 року у гігантському слаломі. Такого ж результу він досяг у гігантському слаломі на Пхьончханській олімпіаді, а от у гірськолижній комбінації він став другим.
Використовує лижі та черевики фірми Head.

## Кар'єра
Народився в Мутьє, проте виріс в Ансі. Оскільки його мати норвежка, у нього подвійне громадянство.

### Юніорська
На лижі став у віці 2-х років на схилах французького гірськолижного курорту Куршевель, біля готелю Annapurna, що належить його родині. Алексіс професійно займався футболом та гірськими лижами, проте в 15 років зробив вибір на користь лижного спорту. В національну збірну країни потрапив в 2008 році у віці 17 років.
Перший юніорський чемпіонат, в якому брав участь Алексіс, проходив у Швейцарії в Кран-Монтані в 2009 році, тут він здобув перше золото в гігантському слаломі. На наступному чемпіонаті юніорів у 2011 році в німецькому Гарміш-Партенкірхені він зумів захистити свій тилул, ставши дворазовим чемпіоном світу в гіганському слаломі серед юніорів.